# Gustavo Aranzana
Gustavo Aranzana Méndez (Valladolid, 23 marzo 1958) è un allenatore di pallacanestro spagnolo.

## Palmarès
- Copa Príncipe de Asturias: 1

León: 2007